# Lino e i Mistoterital
Lino e i Mistoterital (LMT) est un groupe italien de rock, originaire de Bologne, actif entre 1983 et 1991. 

## Histoire
Le groupe naît au printemps 1983 à la Faculté de Lettres et Philosophie DAMS de Bologne, à l'initiative de Bob Rodiatoce (Bobbi Gualtirolo, guitare rythmique et chant, à qui l'on doit la plupart des compositions musicales), Phil Anka (Roberto Grassilli, chant, design) et Ted Nylon (Francesco Garbari, second chant, claviers, auteur, avec Anka, des textes des chansons et véritable « moteur pyrotechnique » du groupe).
Lors des premières répétitions dans un garage du quartier de Fossolo à Bologne, Ronnie Shetland (Vincenzo Guidetti, basse) rejoint le groupe. Quelques mois plus tard, pour le premier concert « officiel », Paul Syno (Stefano Marmocchi, batterie, compositeur et multi-instrumentiste) est recruté et la base opérationnelle du groupe est déplacée dans la zone du bas-Émilien. Un an et demi plus tard, Lauro O' Cardigan (Lauro Govoni, guitare solo, arrangeur) vient compléter la première formation. En 1987, Paul Syno quitte le groupe et, après quelques remplacements temporaires, est définitivement remplacé par Steve Cotton Job (Stefano Giobbi, batterie, compositeur, multi-instrumentiste).
Au début de sa carrière, LMT sort trois cassettes intitulées Sbagliandosi in para (Bravi Sarti, 1984), Il prosciutto è il cane (Bravi Sarti, 1986) et Max lo smilzo (Bravi Sarti, 1987). Ils participent à Arezzo Wave et la chanson Una storia di Cebion est incluse dans la compilation de l'édition 1987.

### Albums
Leur premier album, intitulé Bravi Ma Basta, sort chez EMI en 1988. La même année, ils participent à l'émission télévisée D.O.C. Musica e altro a denominazione d'origine controllata de Renzo Arbore. Dans les années 1990, Roberto Grassilli travaille également comme dessinateur satirique pour le magazine Cuore. En 1991 sort leur deuxième album intitulé Altri Nani, publié par Diva Records. Bien que qualitativement supérieur au premier album, Altri Nani n'a pas le succès commercial escompté, et des tensions sont apparues entre le groupe et le management, conduisant à la dissolution du groupe la même année.

### Réunions et rééditions
Dans les années deux mille et deux mille dix, les membres du groupe se réunissent à plusieurs reprises pour se produire en concert lors de festivals de musique,,.
Entre 2017 et 2018, Again Records réédite l'ensemble de la discographie de Lino e i Mistoterital en deux collections de CD, la première contenant tous les enregistrements sur bande (Fischi per fiaschi, 2017), la seconde les deux disques studio, les titres live et les titres inédits (Dischi per fiaschi, 2018). 

## Discographie

### Albums studio
- 1988 : Bravi ma basta
- 1991 : Altri nani

### Démos
- 1984 : Sbagliandosi in para
- 1986 : Il prosciutto è il cane
- 1987 : Max lo smilzo

### Compilations
- 2017 : Fischi per nastri
- 2018 : Dischi per fiaschi

### Participations
- 1987 : AA. VV. Arezzo Wave, avec le morceau Una storia di Cebion